# Udo Bölts
Udo Bölts est un ancien coureur cycliste allemand, né le 10 août 1966 à Heltersberg, en Rhénanie-Palatinat. Professionnel de 1989 à 2003, il a notamment remporté trois fois le titre de Champion d'Allemagne sur route, la Classique de Saint-Sébastien en 1996, le Critérium du Dauphiné libéré en 1997 et une étape du Tour d'Italie 1992.

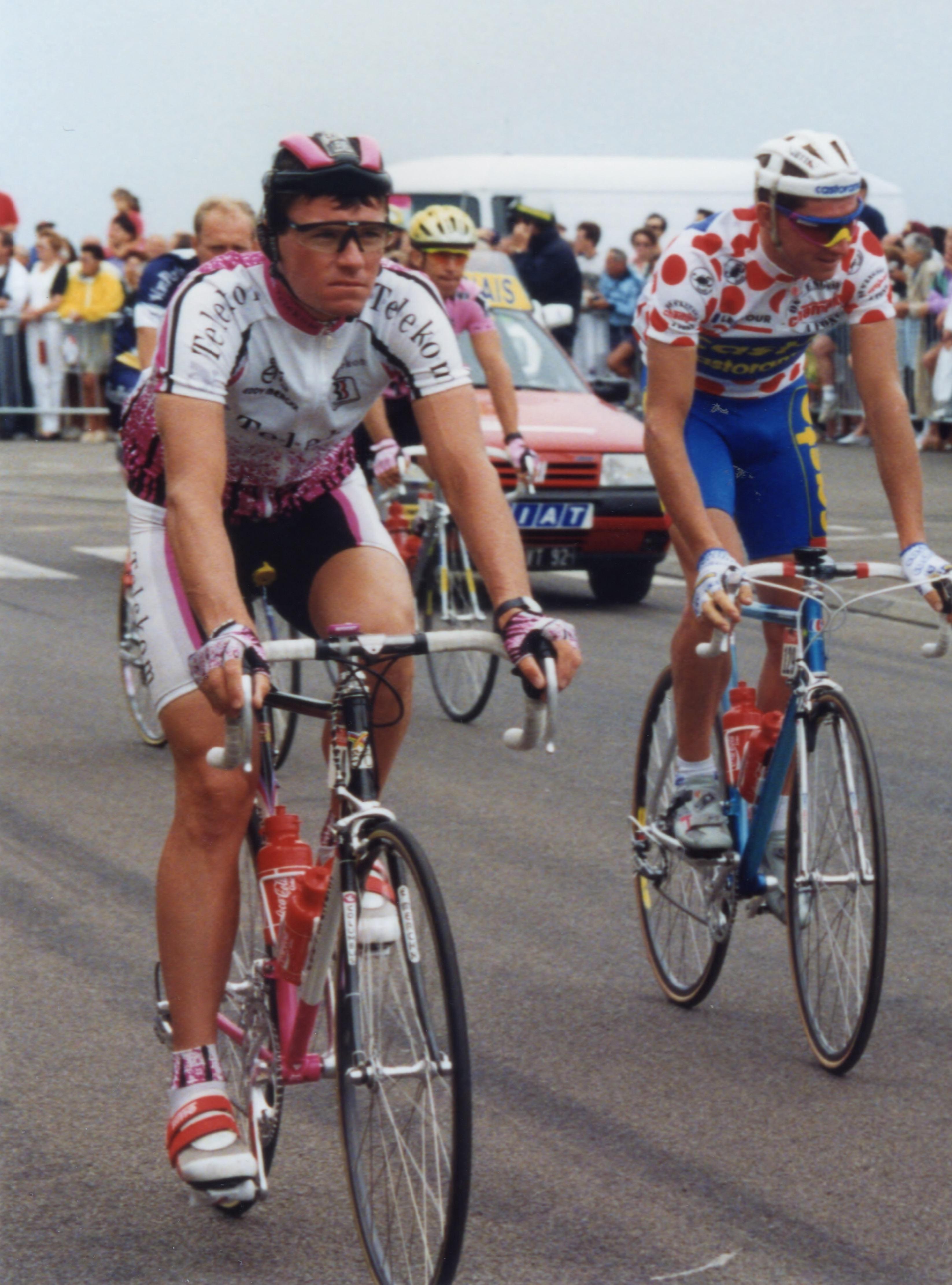
Udo Bölts et François Simon lors du Tour de France 1993

## Biographie

### Carrière sur route
Enfant enrobé, asthmatique et allergique, Udo Bölts montrait peu de prédispositions pour le cyclisme. Il est cependant amené au cyclisme par son grand frère, cycliste lui-même, et par le Tour de France 1980, où Rudy Pevenage, qui devait devenir son directeur sportif des années plus tard, remporte une étape longue de 276 km qui traverse l'Allemagne pour parvenir à Metz. 
Ces émotions d'enfance amènent Bölts jusqu'à une carrière professionnelle qui débute en 1989 dans la nouvelle équipe allemande Stuttgart-Merckx-Gonsor, qui devient en 1991 Telekom. Dès sa deuxième saison, Bölts devient champion d'Allemagne, et termine 81e du classement FICP. Sur le Tour d'Espagne 1991, il prend la 17e place finale. Cette performance et la combativité de Bölts pendant cette course convainquent Walter Godefroot du potentiel de l'équipe, qu'il accepte de diriger. En 1992, au Tour du Pays basque, Bölts remporte la première victoire de l'ère Godefroot, devançant Pedro Delgado dans une étape de montagne. Il gagne à Pila une des principales étapes de montagne du Tour d'Italie, puis participe pour la première fois au Tour de France, qu'il termine 35e. Plus tard dans la saison, il termine sixième du Grand Prix de Plouay, puis septième du Tour de Lombardie. Ces résultats lui valent la 65e place mondiale. 
Au printemps 1994, Udo Bölts remporte le Tour de Cologne et les Trois Jours de La Panne. L'été, il termine neuvième du Tour de France, ce qui restera sa meilleure performance en douze participations. L'année suivante, l'équipe Telekom n'est d'abord pas sélectionnée pour le Tour de France, puis est autorisée à prendre le départ avec une formation réduite à six coureurs, dont Bölts fait tout de même partie. Quelques jours avant le Tour, il remporte pour la deuxième fois le titre de champion d'Allemagne. 
En 1996, Bölts, deuxième du Tour de Castille-et-León au printemps derrière Andrea Peron, prépare le Tour sur le Tour de Suisse. Il y remporte une étape, mais ne parvient pas à conserver son titre de champion d'Allemagne, qu'il abandonne à son coéquipier Christian Henn, terminant troisième de la course. La Telekom domine largement le Tour de France, Bjarne Riis et Jan Ullrich obtenant les deux premières places, et Erik Zabel le maillot vert. Bölts, qui est le principal équipier des deux hommes en montagne, prend la quatorzième place. Il profite de sa forme à la sortie du Tour pour remporter sa principale victoire sur une course d'un jour, la Classique de Saint-Sébastien. 
En 1997, Bölts prépare le Tour de France sur le Critérium du Dauphiné libéré. Au début du mois de juin, il remporte une étape de la Bicyclette basque et le Grand Prix du canton d'Argovie. La semaine suivante, il devient le premier Allemand à remporter le Critérium du Dauphiné libéré, avec 17 secondes d'avance sur Abraham Olano. Au départ de la dernière étape, à Briançon, Olano possède encore 1 minutes 9 secondes d'avance sur Bölts. Ce dernier attaque alors dans le col de Porte, et profite d'une chute de l'Espagnol dans la descente pour creuser une avance qui ne sera plus comblée. Malgré sa victoire sur la principale course de préparation au Tour, il y joue un rôle d'équipier au service de Jan Ullrich, qui l'emporte. De son rôle auprès d'Ullrich, Bölts, dit : « j'étais prêt à mourir sur mon vélo pour lui à chaque étape, quitte à ne pas pouvoir repartir le lendemain, plutôt que de devoir me dire que je n'en avis pas fait assez. » Il termine la saison 29e mondial, le meilleur classement de sa carrière. 
Au cours des années suivantes, Bölts remporte encore le Grand Prix de Wallonie en 1998, et un troisième titre de champion d'Allemagne, égalant ainsi le record de victoires détenu conjointement par Erich Bautz, Hans Junkermann, Winfried Boelke et Gregor Braun. Il obtient également plusieurs autres places d'honneur sur les classiques, terminant notamment neuvième de Liège-Bastogne-Liège en 1999. Il participe aux différentes campagnes de Jan Ullrich sur le Tour de France, mais celles-ci ne sont pas couronnées de succès : il obtient trois deuxièmes places. 
Au mois de juin 2000 il participe notamment au Tour de Suisse. Lors de la première étape disputée à Uster sous la forme d'un contre-la-montre par équipes, la Deutsche Telekom réalise le meilleur temps et remporte cette première étape, permettant à son coéquipier Steffen Wesemann de prendre le maillot jaune de leader du classement général. 
En 2003, Udo Bölts quitte Telekom, son équipe de toujours. Alors qu'un accord verbal l'assure d'un contrat pour une année supplémentaire, une blessure d'Ullrich est l'occasion d'une remise en question des cadres de l'équipe. Il rejoint alors l'équipe Gerolsteiner, où il retrouve son ancien coéquipier Christian Henn, et court sa dernière saison. Il y participe à son douzième Tour de France consécutif, devenant ainsi le coureur allemand à avoir participé au plus grand nombre de Tours, qu'il a tous terminés.

### Après-carrière
À partir de 2004, Bölts est directeur sportif de l'équipe Gerolsteiner. Il reste à ce poste jusqu'à sa démission en mai 2007, à la suite de ses aveux de dopage. En 2006, il publie un livre intitulé Quäl Dich, Du Sau! (qui peut se traduire par : Bouge ton c.., gros porc !) qui relate sa carrière et évoque ses souvenirs de la Telekom, et de Bjarne Riis et Jan Ullrich. Le titre du livre est inspiré d'un juron adressé par Bölts à Ullrich pour le motiver au cours du Tour de France 1997, alors que ce dernier est en difficulté. 
Sur le Tour de France 2006, il travaille comme consultant pour la ZDF. À sa démission de la Gerolsteiner, il quitte le monde du cyclisme. 

### Aveux de dopage
En avril 2007, l'ancien masseur de l'équipe Telekom, Jef d'Hont, publie Mémoires d’un soigneur dans le cyclisme, dans lequel il décrit le dopage organisé au sein de l'équipe dans les années 1990. Le 23 mai 2007, Bölts, suivant l'exemple de ses anciens coéquipiers Bert Dietz et Christian Henn, avoue s'être dopé à l'EPO et à l'hormone de croissance en 1996, afin de pouvoir participer au Tour de France, et avoir continué de se doper jusqu'en 1997. Le lendemain, il démissionne de son poste de directeur sportif chez Gerolsteiner.

## Palmarès
| - 1988 - 3e du Coca-Cola Trophy - 3e du Tour de Rhénanie-Palatinat - 1989 - 2e étape du Herald Sun Tour - 3e du Grand Prix de Baden-Baden (avec Dominik Krieger) - 3e du Herald Sun Tour - 1990 - Champion d'Allemagne sur route - Classement général du Herald Sun Tour - 2e du Grand Prix de Cannes - 2e des Boucles parisiennes - 1991 - 2e du Tour du Schynberg - 3e du Herald Sun Tour - 3e du Mazda Alpine Tour - 1992 - 3e étape du Tour du Pays basque - 19e étape du Tour d'Italie - 2e du Grand Prix de Baden-Baden (avec Jens Heppner) - 7e du Tour de Lombardie - 1993 - 3e du championnat d'Allemagne sur route - 3e de l'Omloop van de Westkust - 3e du Herald Sun Tour - 1994 - Tour de Cologne - Omloop van de Westkust - 8e et 9e étapes du Herald Sun Tour - 2e du Grand Prix de Wallonie - 8e du Tour de France - 8e du Tour de Lombardie - 1995 - Champion d'Allemagne sur route | - 1996 - 7e étape du Tour de Suisse - 5e étape du Tour de Castille-et-León - Classique de Saint-Sébastien - 2e du Tour de Castille-et-León - 3e du championnat d'Allemagne sur route - 7e du Tour de Suisse - 9e du Critérium du Dauphiné libéré - 1997 - Grand Prix du canton d'Argovie - Colmar-Strasbourg - 5e étape de la Bicyclette basque - Classement général du Critérium du Dauphiné libéré - 3e du Tour de Castille-et-León - 4e du championnat du monde sur route - 1998 - Grand Prix de Wallonie - Grand Prix Breitling (avec Christian Henn) - 2e de la Klasika Primavera - 2e du Mémorial Joseph Voegeli - 9e de la Classique de Saint-Sébastien - 10e du championnat du monde sur route - 1999 - Champion d'Allemagne sur route - 6e de la Flèche wallonne - 9e de Liège-Bastogne-Liège - 10e de Tour du Pays basque - 2000 - 3e étape du Tour d'Allemagne - 1re étape du Tour de Suisse (contre-la-montre par équipes) - 2e de la Klasika Primavera - 3e du Tour d'Allemagne - 3e du championnat d'Allemagne sur route |  |

## Résultats sur les grands tours

### Tour de France
12 participations
- 1992 : 35e
- 1993 : 25e
- 1994 : 9e
- 1995 : 38e
- 1996 : 14e
- 1997 : 21e
- 1998 : 21e
- 1999 : 40e
- 2000 : 42e
- 2001 : 51e
- 2002 : 48e
- 2003 : 61e

### Tour d'Italie
4 participations
- 1992 : 31e, vainqueur d'une étape
- 1993 : 33e
- 1994 : 18e
- 1995 : 46e

### Tour d'Espagne
2 participations
- 1990 : 53e
- 1991 : 17e

## Classements mondiaux
| Année          | 1989 | 1990 | 1991 | 1992 | 1993 | 1994 | 1995 | 1996 | 1997 | 1998 | 1999 | 2000 | 2001 | 2002 | 2003 |
| -------------- | ---- | ---- | ---- | ---- | ---- | ---- | ---- | ---- | ---- | ---- | ---- | ---- | ---- | ---- | ---- |
| Classement UCI | ?    | 81e  | 88e  | 65e  | 89e  | 51e  | 80e  | 44e  | 29e  | 60e  | 94e  | 187e | 186e | 564e | 406e |

## Distinctions
- Cycliste allemand de l'année : 1994